# Peru na Letnich Igrzyskach Olimpijskich 2004
Peru na Letnich Igrzyskach Olimpijskich 2004 w Atenach reprezentowało 12 zawodników: 5 kobiet i 7 mężczyzn.

## Badminton
Kobiety
| Imię i nazwisko | Konkurencja    | 1/16 finału                    | 1/8 finału                    |
| Imię i nazwisko | Konkurencja    | Przeciwnik Wynik               | Przeciwnik Wynik              |
| --------------- | -------------- | ------------------------------ | ----------------------------- |
| Lorena Blanco   | gra pojedyncza | Wang Chen (HNK) P (1:11, 4:11) | Odpadła z dalszej rywalizacji |

## Lekkoatletyka
Mężczyźni
| Alfredo Deza | skok wzwyż | 2,10 | 35 | Odpadł z dalszej rywalizacji | Odpadł z dalszej rywalizacji | Odpadł z dalszej rywalizacji | Odpadł z dalszej rywalizacji |

Kobiety
| Ines Melchor | bieg na 5000 m | 17:08,07 | 38 | Odpadła z dalszej rywalizacji | Odpadła z dalszej rywalizacji | Odpadła z dalszej rywalizacji | Odpadła z dalszej rywalizacji |

## Pływanie
Mężczyźni
| Zawodnik              | Konkurencja            | Eliminacje | Eliminacje | Półfinały                    | Półfinały | Miejsce |
| Zawodnik              | Konkurencja            | Wynik      | Miejsce    | Wynik                        | Miejsce   | Miejsce |
| --------------------- | ---------------------- | ---------- | ---------- | ---------------------------- | --------- | ------- |
| Juan Pablo Valdivieso | 100m stylem motylkowym | 55,98      | 6 na mecie | Odpadł z dalszej rywalizacji |           | 47      |

| Zawodnik              | Konkurencja            | Eliminacje | Eliminacje | Półfinały                    | Półfinały | Miejsce |
| Zawodnik              | Konkurencja            | Wynik      | Miejsce    | Wynik                        | Miejsce   | Miejsce |
| --------------------- | ---------------------- | ---------- | ---------- | ---------------------------- | --------- | ------- |
| Juan Pablo Valdivieso | 200m stylem motylkowym | 2:02,79    | 8 na mecie | Odpadł z dalszej rywalizacji |           | 28      |

Kobiety
| Zawodnik      | Konkurencja            | Eliminacje | Eliminacje | Półfinały                     | Półfinały | Miejsce |
| Zawodnik      | Konkurencja            | Wynik      | Miejsce    | Wynik                         | Miejsce   | Miejsce |
| ------------- | ---------------------- | ---------- | ---------- | ----------------------------- | --------- | ------- |
| Valeria Silva | 100m stylem klasycznym | 1:13,52    | 5 na mecie | Odpadła z dalszej rywalizacji |           | 37      |

## Podnoszenie ciężarów
Kobiety
| Zawodnik      | Konkurencja | Rwanie | Rwanie  | Podrzut | Podrzut | Suma   | Suma    |
| Zawodnik      | Konkurencja | Wynik  | Miejsce | Wynik   | Miejsce | Wynik  | Miejsce |
| ------------- | ----------- | ------ | ------- | ------- | ------- | ------ | ------- |
| Manuela Rejas | + 75 kg     | 95 kg  | 10      | 125 kg  | 10      | 220 kg | 10      |

## Strzelectwo
Mężczyźni
| Francisco Boza | Trap | 119 | 7T | Odpadł z dalszej rywalizacji | Odpadł z dalszej rywalizacji | Odpadł z dalszej rywalizacji | Odpadł z dalszej rywalizacji |

## Tenis
Mężczyźni
| Imię i nazwisko | Konkurencja    | 1. runda                         | 2. runda                     |
| Imię i nazwisko | Konkurencja    | Przeciwnik Wynik                 | Przeciwnik Wynik             |
| --------------- | -------------- | -------------------------------- | ---------------------------- |
| Luis Horna      | gra pojedyncza | Sébastien Grosjean (FRA) P (0:2) | Odpadł z dalszej rywalizacji |

## Tenis stołowy
Kobiety
| Imię i nazwisko   | Konkurencja    | 1. runda                | 2. runda                      |
| Imię i nazwisko   | Konkurencja    | Przeciwnik Wynik        | Przeciwnik Wynik              |
| ----------------- | -------------- | ----------------------- | ----------------------------- |
| Marisol Espineira | gra pojedyncza | Miao Miao (AUS) P (2:4) | Odpadła z dalszej rywalizacji |

## Wioślarstwo
Mężczyźni
| Zawodnik        | Konkurencja | Runda 1. | Runda 1.   | Repasaże | Repasaże   | Półfinał D | Półfinał D | Finał D | Finał D    | Miejsce |
| Zawodnik        | Konkurencja | Wynik    | Miejsce    | Wynik    | Miejsce    | Wynik      | Miejsce    | Wynik   | Miejsce    | Miejsce |
| --------------- | ----------- | -------- | ---------- | -------- | ---------- | ---------- | ---------- | ------- | ---------- | ------- |
| Gustavo Salcedo | Jedynki     | 7:29,06  | 4 na mecie | 7:05,08  | 3 na mecie | 7:09,06    | 1 na mecie | 7:03,24 | 3 na mecie | 21      |

## Zapasy
Mężczyźni
| Imię i nazwisko | Konkurencja             | El. – walka 1                    | El. – walka 2                   | Finały                       | Miejsce |
| Imię i nazwisko | Konkurencja             | Przeciwnik Wynik                 | Przeciwnik Wynik                | Finały                       | Miejsce |
| --------------- | ----------------------- | -------------------------------- | ------------------------------- | ---------------------------- | ------- |
| Sidney Guzman   | Styl klasyczny do 60 kg | Makoto Sasamoto (JAP) P (0:4 ST) | Davor Štefanek (SCG) W (3:1 PP) | Odpadł z dalszej rywalizacji | 15      |

## Żeglarstwo
Mężczyźni
| Zawodnik         | Konkurencja | Wyścig | Wyścig | Wyścig | Wyścig | Wyścig | Wyścig | Wyścig | Wyścig | Wyścig | Wyścig | Wyścig | Punkty | Miejsce |
| Zawodnik         | Konkurencja | 1      | 2      | 3      | 4      | 5      | 6      | 7      | 8      | 9      | 10     | 11     | Punkty | Miejsce |
| ---------------- | ----------- | ------ | ------ | ------ | ------ | ------ | ------ | ------ | ------ | ------ | ------ | ------ | ------ | ------- |
| Augusto Nicolini | Laser       | 38     | 35     | 16     | 39     | 31     | 28     | 38     | 33     | 43     | 33     | 38     | 372    | 38      |